# Syncretocarpus sericeus
Syncretocarpus sericeus là một loài thực vật có hoa trong họ Cúc. Loài này được (DC.) S.F.Blake miêu tả khoa học đầu tiên năm 1917.